# Gunnar Strömmer
Gunnar Sören Folke Strömmer (ur. 19 września 1972 w Örnsköldsviku) – szwedzki polityk i prawnik, działacz Umiarkowanej Partii Koalicyjnej, minister sprawiedliwości (od 2022).

## Życiorys
Ukończył studia prawnicze na Uniwersytecie w Uppsali. Dołączył do Umiarkowanej Partii Koalicyjnej, w latach 1998–2000 przewodniczył jej organizacji młodzieżowej MUF. Pracował w amerykańskiej firmie prawniczej Institute for Justice. Następnie założył i przez dziewięć lat kierował Centrum för rättvisa, organizacją non-profit działającą na rzecz ochrony prawnej jednostek w sporach m.in. z instytucjami państwowymi i samorządowymi. Później praktykował w zawodzie adwokata.
W 2015 został członkiem zarządu swojego ugrupowania, a w 2017 powołano go na partyjnego sekretarza Umiarkowanej Partii Koalicyjnej. W październiku 2022 objął urząd ministra sprawiedliwości w utworzonym wówczas rządzie Ulfa Kristerssona.